# Riu Seniol
El riu Seniol és un petit riu que neix a Conesa i s'uneix al Corb a Guimerà que rep el nom de la Cadena. Inicialment el Seniol es diu el Barranc de la Canal, però al recollir les aigües del Barranc de les Codines i la riera d'Horta es transforma en el Seniol. Aquest riu altrament dit La Riera de Conesa fa uns deu quilòmetres. En ser tant petit, es seca força sovint, sobretot quan hi ha sequera.
Aquest riu era aprofitat pel Molí de la Cadena per moldre el blat. Actualment encara es conserva la séquia del Seniol, que desemboca a l'estany del Molí de la Cadena.
Durant el recorregut del Seniol, el riu forma l'alta vall del Corb, i a diferència de la resta de la zona, el paisatge és verd i frondós.